# Americký židovský spojený distribuční výbor
Americký židovský spojený distribuční výbor (anglicky: American Jewish Joint Distribution Committee, zkráceně Joint či JDC) je nezisková organizace, založená 27. listopadu 1914 ve Spojených státech, se sídlem v New Yorku. Její prostředky pochází převážně z darů amerického židovstva.

## Historie

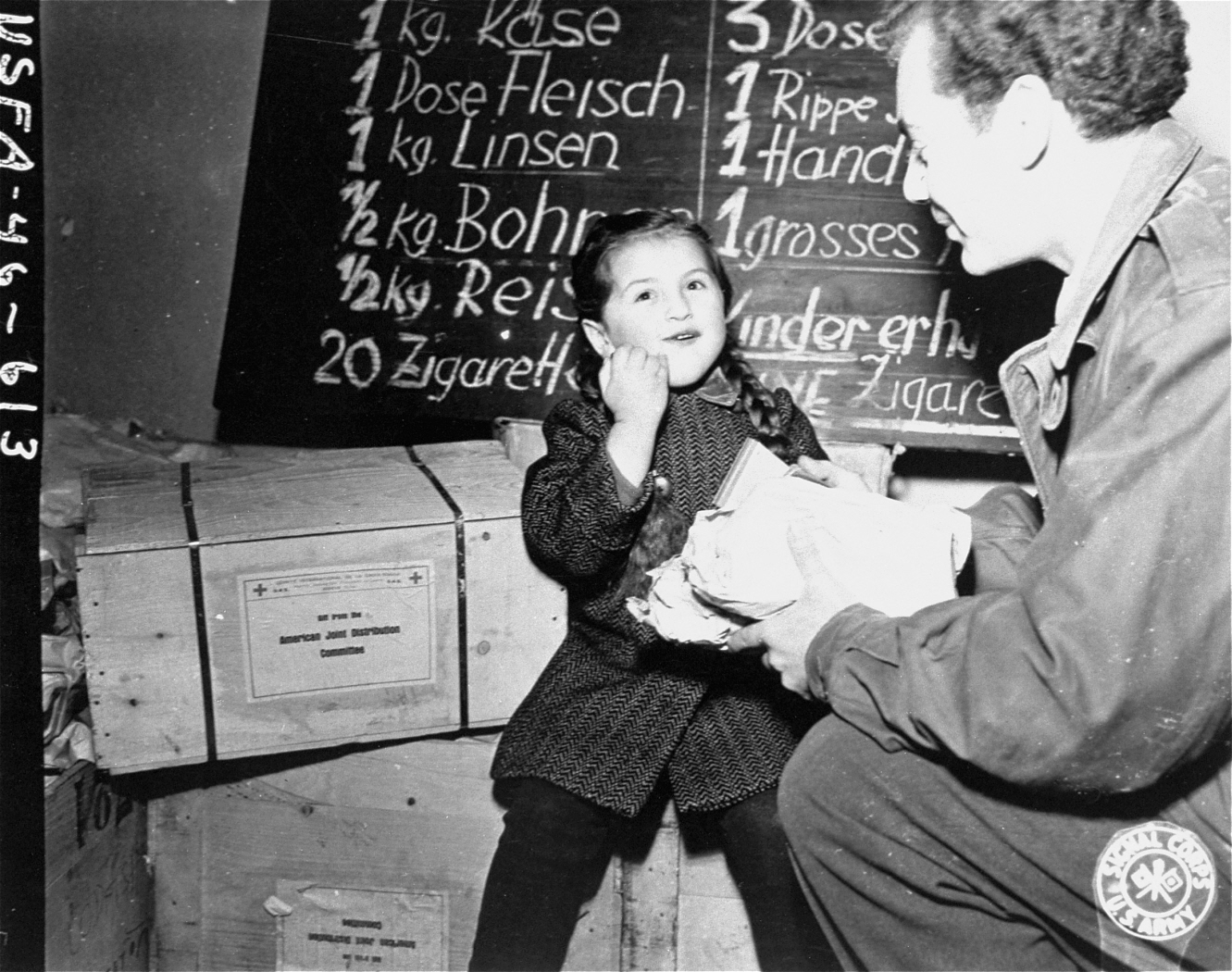
Pracovník Jointu předává jídlo židovskému děvčeti ve Vídni, cca 1945–1946

Organizace vznikla 27. listopadu 1914 spojením tří obdobně zaměřených amerických organizací: American Jewish Relief Committee, Central Relief Committe a People's Relief Committee. Jejím prvotním cílem bylo shromáždění finančních prostředků pro Židy postižené první světovou válkou. Ke konci roku 1917 převedl Joint místním židovským organizacím v Rusku, Haliči, Rumunsku a Německem okupovaném Polsku a Litvě více než 7 milionů dolarů. V roce 1919 začal působit v Polsku a následně v dalších zemích, jako byly Československo či Maďarsko. V letech 1919 až 1920 vydal na zahraniční pomoc více než 22 milionů dolarů. Po červenci 1921 Joint změnil způsob zahraniční pomoci, jejímž cílem bylo od nynějška „stimulovat židovskou ekonomickou obnovu a posílit instituce místních komunit do takového bodu, kdy se tyto skupiny budou schopny samy postarat o své potřebné.“ Aktivně se též podílel na pomoci uprchlíkům a imigrantům (k dubnu 1923 pomohl až 300 tisícům uprchlíků), angažoval se při vzniku zdravotnických zařízení, péči o sirotky a poválečné obnově.
V době, kdy se blížila druhá světová válka pomáhal Joint s emigrací evropského židovstva z kontinentu v podobě přesidlovacích programů a i během války poskytoval pomoc na území okupované nacistickým Německem, včetně polských ghett. Po válce Joint uzavřel dohodu s Židovskou agenturou, podle níž se Joint „postará o židovské uprchlíky v táborech pro vysídlené lidi a finančně podpoří legální i nelegální židovskou imigraci z východní Evropy.“ V letech 1945 až 1952 Joint vynaložil na pomoc obětem holocaustu celkem 342 milionů dolarů. Dále se v poválečném období podílel na posilování komunitních židovských institucí, výstavbě památníků obětí holocaustu, kulturních aktivitách, výstavbě sirotčinců, židovských škol, podporoval židovskou produkci a židovská družstva. Podílel se rovněž na židovské migraci do Izraele; do roku 1950 takto pomohl 440 tisícům osob. V 50. letech byl vykázán z řady zemí východního bloku, kde byl obviněn ze špionáže (např. ve Slánského procesu v Československu či v případu doktorů v Sovětském svazu). Jelikož nemohl legálně pomáhat Židům ve střední a východní Evropě, spolupracoval Joint s izraelskou organizací Nativ a zřídil a financoval organizaci Société de Secours et d’Entraide, jejichž prostřednictvím směřoval do této oblasti svoji pomoc. Počínaje rokem 1979 se Joint postupně vrátil do řady zemí východního bloku; Maďarska (1979), Československa (1981), Polska (1981) a nakonec Sovětského svazu (1988). Po pádu Sovětského svazu se Joint podílel na pomoci potřebným a na obnově židovského života. Zahájil též sociální programy v zemích střední a východní Evropy na podporu tamního židovstva.
V roce 2007 Joint obdržel Izraelskou cenu za celoživotní dílo a zvláštní přínos izraelské společnosti a státu.
Za dobu své existence Joint působil v 85 zemích světa. K roku 2009 má projekty v 71 zemích.